# Caldeira (ur. 1907)
Caldeira, właśc. Fernando Mafra Caldeira de Andrade (ur. 21 maja 1907 we Florianópolis, zm. ?) – piłkarz brazylijski grający na pozycji pomocnika.

## Kariera klubowa
Caldeira występował w Botafogo FR i CR Flamengo.

## Kariera reprezentacyjna
W oficjalnej reprezentacji Brazylii Caldeira zadebiutował 16 grudnia 1934 w wygranym 4-1 meczu z klubem Palestra Itália. Był to jego jedyny występ w reprezentacji.